# Barbronia gwalagwalensis
Barbronia gwalagwalensis (Бамбронія південноафриканська) — вид п'явок роду Barbronia родини Salifidae підряду Erpobdelliformes ряду Безхоботні п'явки (Arhynchobdellida).

## Опис
Загальна довжина сягає 2,5 см тіло циліндричне, струнке, хробакоподібне, складається з 5-кільцевих сомітів (або 28 сегментів). Анус дорсальний (спинний), розташовано на 27 сегменті. Передня присоска розташовано під очима, знизу. Задня присоска розташовано у нижній частині тулуба. Має 3 пари очей: 1 пара розташовано спереду голови, зверху, 2 і 3 пари з боків голови, відділені від першої 4 сегментами. Пари глоткових дорсальних стилетів (глоткових утворень) невеличкі. Гонотоп самця розташовано на 12 сегменті (до нього тягнуться тонкі спермотоки), самиці — 13. У самця і самиці є також 2 додаткові копулятивні лопатоподібні пухирки на 13 і 14 сегментах відповідно.
Забарвлення червонувато-коричневе.

## Спосіб життя
Воліє до волого-спекотного клімату. Тримається невеличких річок та струмків. Зустрічається біля каміння або іншої жорсткої поверхні дна водойм. Живиться дрібними личинками, яких схоплює за допомогою стилету, а потім ковтає.
Процес парування і розмноження достеменно не вивчено.

## Розповсюдження
Є ендеміком ПАР. Виявлено в провінції Лімпопо. Власну назву отримала за місцевістю Гвалагвала, що знаходиться в районі Мопані.